# .500 Bushwhacker
La .500 Bushwhacker est une munition développée en 2021 par l'armurerie TII pour le Magnum Research BFR. Il s'agit, à l'heure actuelle, de la munition de revolver la plus puissante au monde, offrant un pouvoir d'arrêt similaire à celui de certaines munitions de chasse tels que la .416 Rigby et la .470 Nitro Express.

## Développement
La munition est conçue pour la première fois en 2021 par les frères James et Keith Tow originaires d'Halsey en Oregon. Conçue dans le but de permettre l’utilisation d’un revolver à répétition pour la chasse au gibier dangereux, cette munition se distingue par ses grandes dimensions et sa puissance.
La cartouche obtenue est essentiellement une version allongée du .500 S&W Magnum, offrant des performances balistiques accrues. Aujourd’hui, des étuis neufs spécialement fabriqués pour cette munition sont produits par la société australienne Bertram Bullet Company.

## Conception et utilisations
La .500 Bushwhacker est conçue pour fonctionner à des pressions de chambre comparables à celles du .500 S&W Magnum. Comme l'étui est simplement une version allongée du .500 S&W Magnum, l'épaisseur de la paroi du cylindre reste la même sur une arme à feu convertie à la cartouche plus grande. Par conséquent, le même niveau de pression peut être maintenu en toute sécurité dans les armes à feu capables d'accueillir la cartouche plus longue.
La  .500 Bushwhacker, en raison de sa capacité à propulser des projectiles de masse équivalente à une vitesse près de deux fois supérieure à celle d'autres munitions de gros calibre pour armes de poing; telles que la .480 Ruger ou la .500 Linebaugh, requiert des projectiles monométalliques dans le cadre de la chasse au gibier dangereux. L’usage de ces balles permet de réduire les risques de défaillance balistique liés aux contraintes extrêmes générées par cette cartouche particulièrement puissante.